# Mesabolivar samatiaguassu
Mesabolivar samatiaguassu là một loài nhện trong họ Pholcidae. Loài này được phát hiện ở Brasil.